# Najas baldwinii
Najas baldwinii är en dybladsväxtart som beskrevs av Horn. Najas baldwinii ingår i släktet najasar, och familjen dybladsväxter. IUCN kategoriserar arten globalt som otillräckligt studerad. Inga underarter finns listade.